# Medalles del Cercle d'Escriptors Cinematogràfics de 1954
La cerimònia de lliurament de les medalles del Cercle d'Escriptors Cinematogràfics de 1954 va tenir lloc el 21 de gener de 1955. Va ser el desè lliurament d'aquestes medalles atorgades per primera vegada nou anys abans pel Cercle d'Escriptors Cinematogràfics (CEC). Els premis tenien per finalitat distingir als professionals del cinema espanyol pel seu treball durant l'any 1954. Igual que en les edicions immediatament precedents, la cerimònia es va desdoblegar en dos actes: la projecció de la pel·lícula La Provinciale, protagonitzada per Gina Lollobrigida al Cinema Rialto i un sopar de gala posterior a l'Hotel Emperador.
L'acte va ser presidit per Joaquín Argamasilla, director general de Cinematografia i Teatre, i Manuel Casanova, cap del Sindicat d'Espectacles Públics. Es van repartir medalles en les mateixes disset categories de l'edició anterior, a més d'un homenatge pòstum a l'actriu Mercedes de la Aldea. La triomfadora de la nit va ser ¿Crimen imposible?, pel·lícula que va obtenir cinc dels premis.
¿Crimen imposible? va rebre cinc premis: les medalles a millor director, actor principal, actriu principal i fotografia, així com el Premi Jimeno.

## Llista de medalles
| Categoria                        | Premiat                                                        | Labor premiada                        |
| -------------------------------- | -------------------------------------------------------------- | ------------------------------------- |
| Millor pel·lícula                | Sierra maldita                                                 | pel·lícula                            |
| Millor director                  | César Fernández Ardavín                                        | ¿Crimen imposible?                    |
| Millor actriu principal          | Silvia Morgan                                                  | ¿Crimen imposible?                    |
| Millor actor principal           | José Suárez                                                    | ¿Crimen imposible?                    |
| Millor actriu secundària         | Elisa Montés                                                   | Las últimas banderas                  |
| Millor actor secundari           | José Guardiola                                                 | Sierra maldita                        |
| Millor fotografia                | Manuel Berenguer                                               | ¿Crimen imposible?                    |
| Millor música                    | Salvador Ruiz de Luna                                          | Las últimas banderas                  |
| Millors decorats                 | Enrique Alarcón                                                | El beso de Judas                      |
| Millor argument original         | Alfonso Paso José Luis Dibildos                                | Sierra maldita                        |
| Millor guió                      | Eduardo García Maroto Jaime García-Herranz Tono Ángel Falquina | Tres eran tres                        |
| Millor labor literària           | Pascual Cebollada García                                       |                                       |
| Millor pel·lícula estrangera     | Carrusel napolitano                                            | pel·lícula                            |
| Premi Jimeno                     | Francisco Sánchez (Actor)                                      | Crimen imposible                      |
| Millor labor periodística        | Francisco Echevarría                                           |                                       |
| Millor llibre                    | Fernando Vizcaíno Casas                                        | Legislación cinematográfica y teatral |
| Labor en pro del cinema espanyol | Desert                                                         |                                       |
| Homenatge pòstum                 | Mercedes de la Aldea                                           |                                       |